# BRCA1
乳腺癌一号基因（BRCA1）是一种蛋白质，由在人体中编码为BRCA1的基因组成，BRCA1是人类肿瘤抑制基因，负责修复DNA。
BRCA1与BRCA2是两种不相关的蛋白质，但通常都在乳房与其他细胞组织中出现。它们可帮助修复DNA，也可在无法修复DNA的情况下破坏细胞。它们参与染色体损伤的修复，在DNA双链断裂的无错修复中起着重要作用。如果BRCA1或BRCA2本身因BRCA突变而受损，则受损的DNA无法正确修复，这会增加患乳腺癌的风险。BRCA1和BRCA2被描述为“乳腺癌易感基因”和“乳腺癌易感蛋白”。主要的等位基因具有正常的肿瘤抑制功能，而这些基因中的高渗透性突变会导致肿瘤抑制功能的丧失，这与患乳腺癌的风险增加相关。

## 发现
1990年，加州大学伯克利分校的玛丽·克莱尔·金（Mary-Claire King）实验室提供了第一个证据，证明存在编码与乳腺癌易感性有关的DNA修复酶的基因。 四年后，经过一场国际合作，人们发现了该基因，该基因是由美国犹他大学，国家环境健康科学研究所（NIEHS）和Myriad Genetics于1994年发现的。